# بروس ميريت
بروس ميريت (بالإنجليزية: Bruce Merritt) هو راكب الكنو أمريكي، ولد في 1 أبريل 1958.

## وصلات خارجية
- بروس ميريت على موقع أوليمبيديا (الإنجليزية)